# Satyrium v-album
Satyrium v-album is een vlinder uit de familie van de Lycaenidae. De wetenschappelijke naam van de soort werd in 1886 gepubliceerd door Charles Oberthür.